# Bradfordská katedrála
Bradfordská katedrála anglikánské církve se nachází v centru anglického města Bradford, na místě určeném pro křesťanské obřady od 8. století, kdy misionáři sídlící v Dewsbury rozšířili křesťanství do této oblasti. Po větší část své existence byla její budova farním kostelem svatého Petra.

## Historie
První kostel na tomto místě postavili Anglosasové, ale tato stavba byla zbořena po ovládnutí Anglie Normany po roce 1066. Normanská šlechtična Alice de Laci nechala postavit druhý kostel, který byl po 300 letech zničen při nájezdech Skotů. Ve 14. století byl kostel obnoven a na jeho hlavní chrámovou loď bylo použito zbytků zdiva předchozí stavby. Arkády hlavní lodi, nejstarší dochovaná část současné stavby, byly dokončeny roku 1458. Horní patro bylo přistavěno na konci 15. století. Zádušní kaple byly postaveny na severní a jižní straně. Věž v perpendikulárním slohu byla přistavěna k západnímu křídlu a dostavěna roku 1508.
Původně patřil kostel do Yorské diecéze, poté do Ripponské, a když byla ustanovena Bradfordská diecéze, stal se chrám katedrálou.

### 20. století
V 50. a 60. letech 20. století byla katedrála rozšířena. V roce 1987 byla hlavní loď a západní křídlo přeskupena aby byl zvýšen počet sedadel pro narůstající počet návštěvníků různých akcí pořádaných v katedrále. Byl vybudován nový vstup přes zeď věže a bylo instalováno i nové osvětlení. Viktoriánské lavice byly nahrazeny židlemi. Původní varhany byly odstraněny a byly nahrazeny novými.

## Galerie

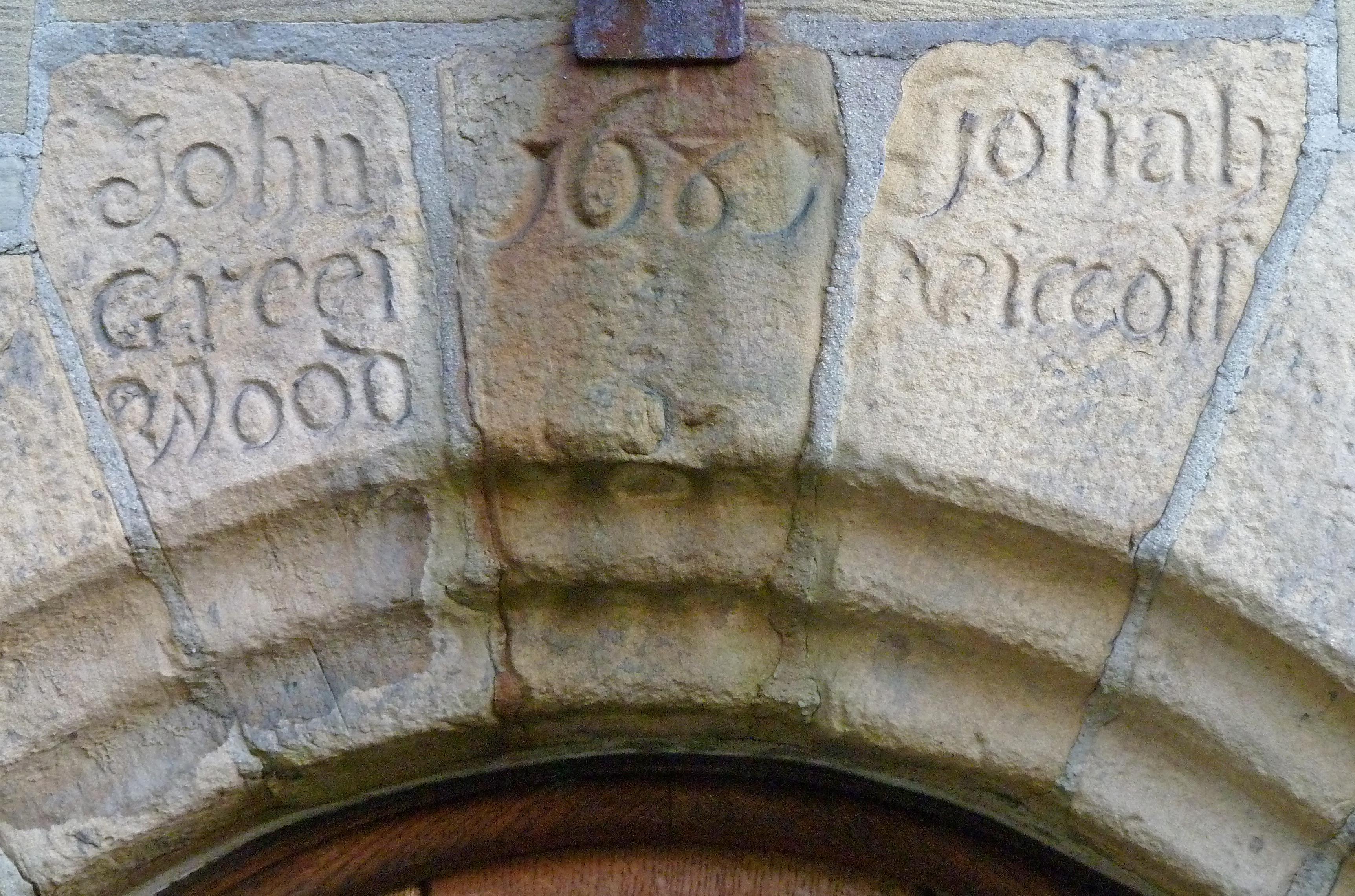
Bradfordská katedrála
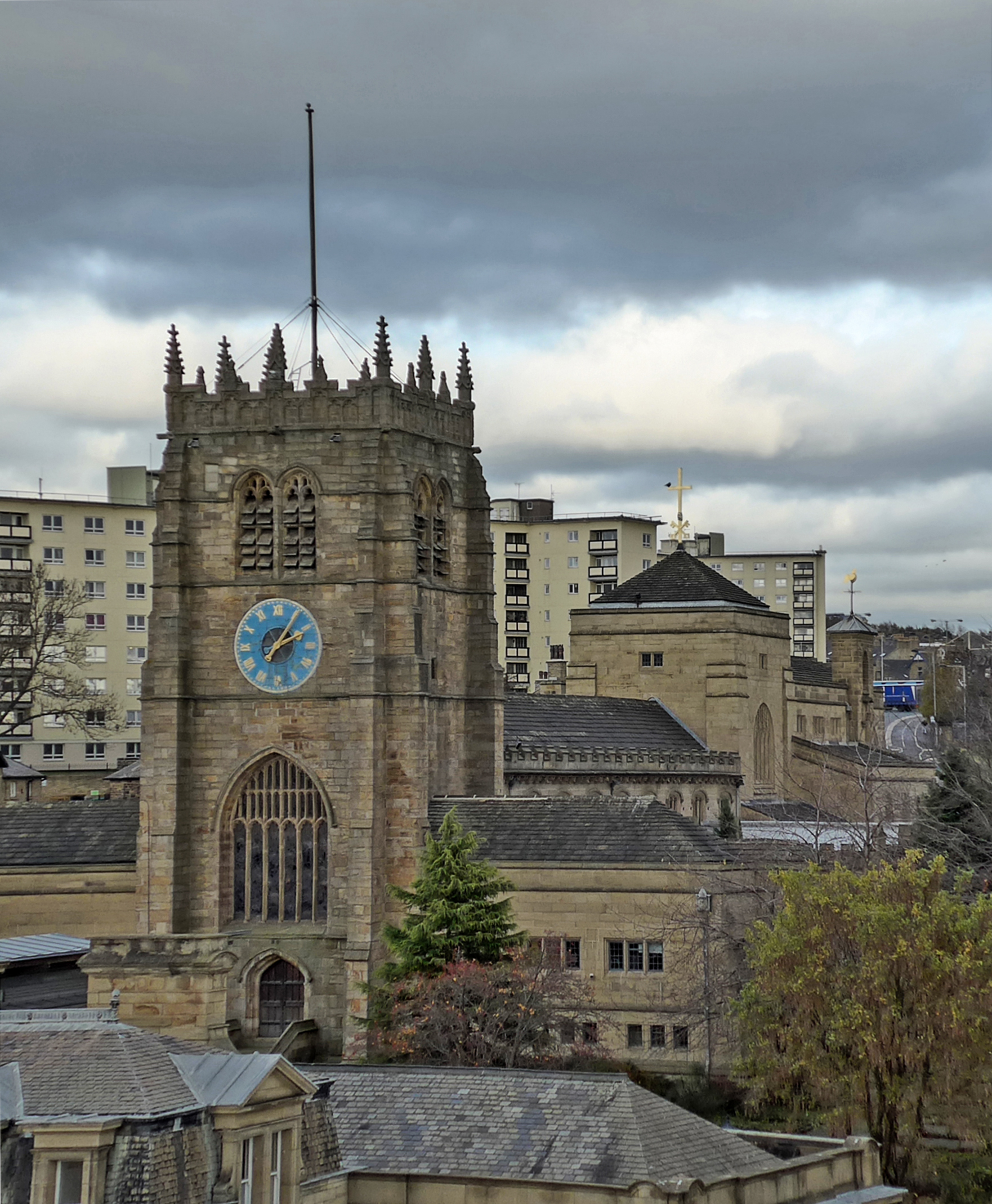
Bradfordská katedrála
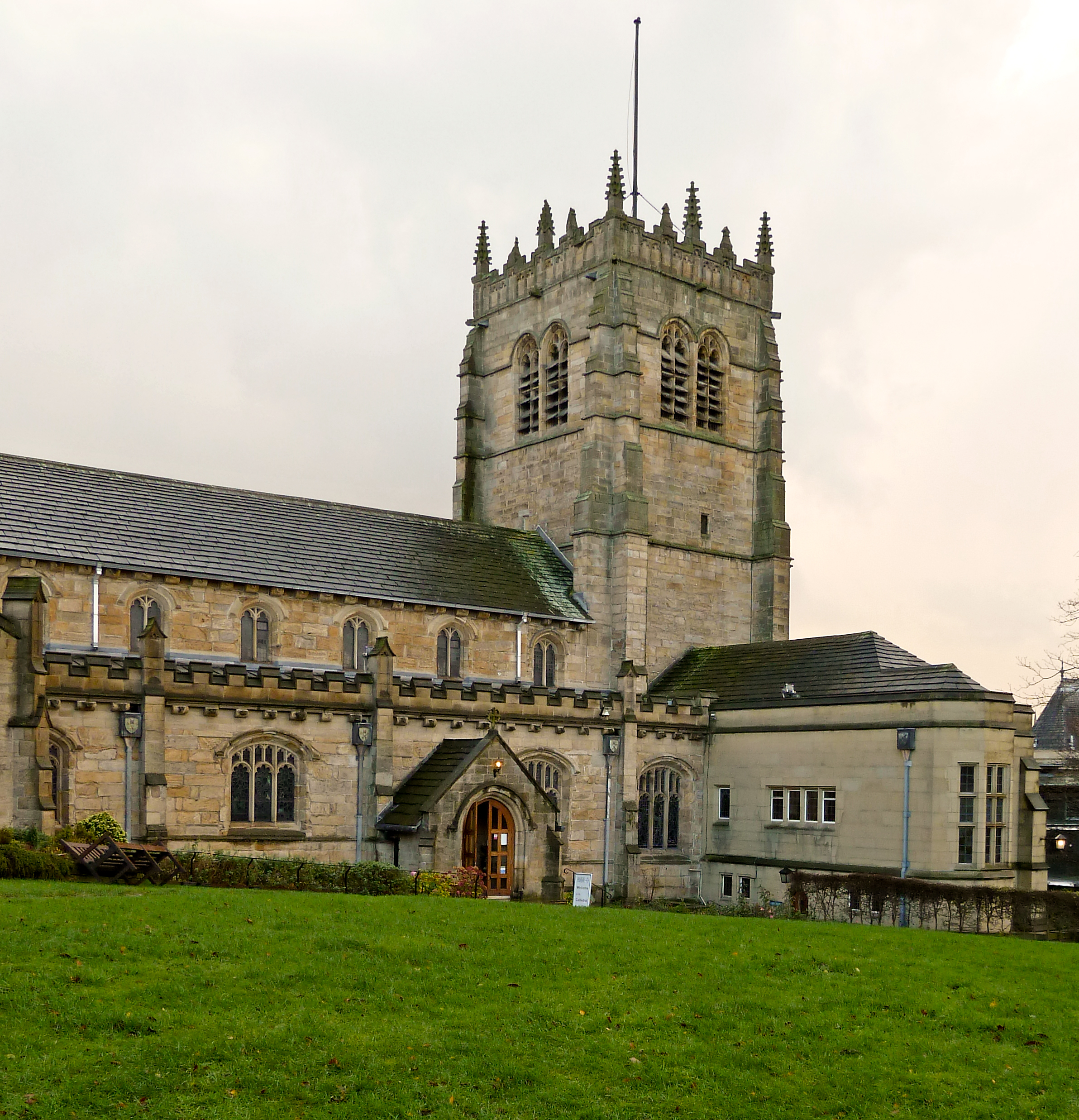
Bradfordská katedrála
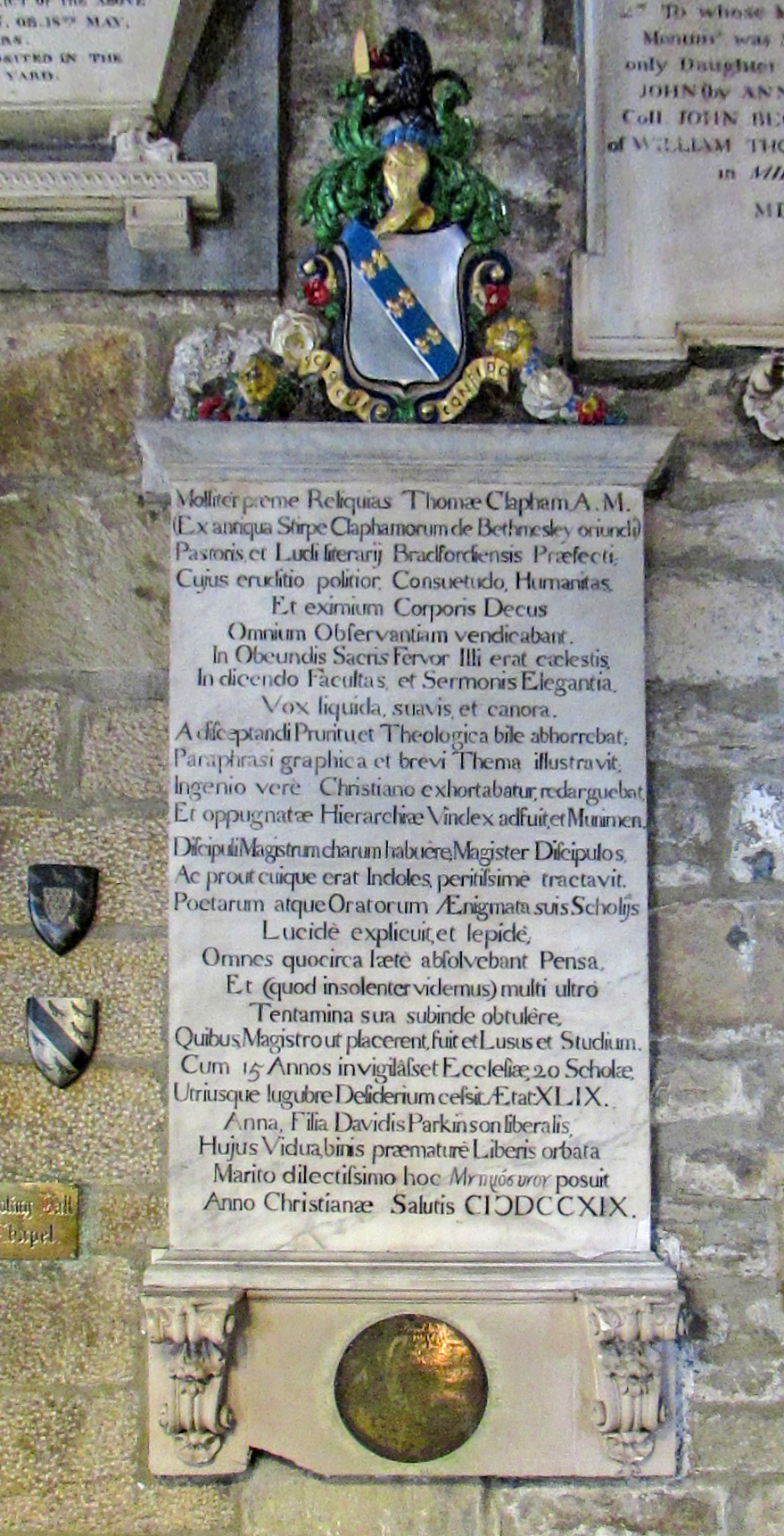
Bradfordská katedrála